# Amédée de Margerie
Amédée de Margerie, né le 9 janvier 1825 à Neuilly-sur-Seine et mort le 24 septembre 1905 au château de Tailleville, est un philosophe et écrivain français.

## Biographie
Fils d'Armand Jacquin de Margerie, directeur des domaines à Melun, et d'Elisabeth Fidière des Prinvaux, Amédée Jacquin de Margerie et son frère aîné Eugène, issus d'une famille subsistante d'ancienne bourgeoisie française, sont élevés dans une grande exigence intellectuelle, marquée par la foi catholique.
Amédée de Margerie est reçu à l'agrégation de philosophie en 1847 et soutient sa thèse à Paris en 1855 (Essai sur la philosophie de saint Bonaventure) ; il est professeur de philosophie à la Faculté des lettres de Nancy, qu'il quitte après 1880 lors de l’arrivée des républicains au gouvernement, pour rejoindre la Faculté des lettres et sciences humaines de l'Université catholique de Lille, dont il devient doyen.
Il épouse Amélie Antoinette Céleste Marie Chebrou de Lespinats ; leur fils, Pierre de Margerie, mènera une carrière de diplomate.
Il a publié des études philosophiques et des biographies historiques.

## Distinctions
- Chevalier de la Légion d'honneur (7 aout 1870)[3]
- Commandeur de l'ordre de Saint-Grégoire-le-Grand

## Œuvres
- Essai sur la philosophie de Saint Bonaventure, 1865 Lire en ligne.
- Théodicée : études sur Dieu, la création et la Providence, 1865. Prix Montyon  de l'Académie française, 1867[4].
- De la famille : leçons de philosophie morale, 1869.
- La Divine Comédie de Dante Allighieri, 1900. Prix Langlois de l'Académie française, 1901[4].

## Pour approfondir